# Soldats de fortune
Albums de Akhenaton
Double Chill Burger
(2005) La Face B
(2010)
Soldats de fortune est le quatrième album solo d'Akhenaton, du groupe IAM, sorti le 14 mars 2006.
Il se classe 8e dès la première semaine et reste plus de 6 semaines dans le top 50. L'album est entièrement produit par Akhenaton.
Album réalisé en indépendant, Akhenaton s'est considéré « très libre au niveau du timing et des rendus. Je n'avais pas de pression, je pouvais faire des tas de morceaux. [...] C'est un album qui s'est fait de manière beaucoup plus décontractée que, par exemple, Revoir un printemps. »
Une partie des inédits s'est retrouvée finalement sur Double Chill Burger (Supa Bad, Le Vent, Leurs temps de cuisson, Mon Texte, le savon (Part 2)) ou Saison 5 (Au Quartier, car le sample utilisé est issu du même morceau que celui utilisé sur Mots blessés). Les morceaux de la bande-originale du téléfilm Conte de la frustration ont été enregistrés en même temps que Soldats de Fortune.

## Liste des pistes
Disque 1 : Face A
1. Soldats de fortune
2. Alamo
3. Troie
4. Vue de la cage feat. Psy 4 De La Rime
5. Canzone di malavita
6. Livedsladsktk (Live dans la discothèque)
7. L'école de samba feat. Shurik'n & Veust Lyricist
8. Déjà les barbelés feat. Sako
9. Cosca Crew Party feat. Shurik'n
10. Mots blessés
11. Entre la pierre et la plume feat. Shurik'n
12. Dans la cité feat. Moïse et Veust Lyricist
13. One luv
14. Bien paraître feat. Shurik'n et Sako
15. Ainsi est Comode
16. Comode "Le dégueulasse" feat. Faf Larage et Veust Lyricist
17. Quand ils rentraient chez eux... (Remix) feat. Toko
18. Du mauvais côté des rails
19. Sur les murs de ma chambre feat. Saïd

Disque 2 : Face B
1. La fin de leur monde feat. Shurik'n
2. Bronx river
3. Do it, do it, do it feat. Sako
4. Crèverie haut de gamme feat. Freeman